# まだ恋は始まらない
『まだ恋は始まらない』（まだこいははじまらない）は、1995年10月16日から12月18日まで毎週月曜日21:00 - 21:54に、フジテレビ系「月9」枠で放送された日本のテレビドラマ。全10話。平均視聴率18.9%、最高視聴率20.8%。小泉今日子と中井貴一のダブル主演。

## 概要
江戸時代、身分違いの恋により、心中を図った男女が現代に生まれ変わり、再び出会うまでを描いたラブコメディドラマ。1991年に『世にも奇妙な物語』で放送された同名の作品が前身と言われる。
1995年に、ワニブックスから単行本が刊行された。
本放送終了後、フジテレビや各系列局で再放送が行われたが、映像ソフト化はなされていない。
本作から16年後に小泉と中井は『最後から二番目の恋』で再共演し、脚本も本作を手掛けた岡田惠和が執筆した。

## ストーリー
OLの神埼茜（小泉今日子）は、同じ会社の永井（竹野内豊）と婚約し、幸せの真っ只中にいた。一方、妻から突然、離婚を言い渡された高沢幸一郎（中井貴一）は、娘の由紀（西秋愛菜）に手紙を送った。ふとした偶然で茜がこの手紙を拾ったことから彼女の運命が変わり始める。
由紀が父親と暮らしたがっていることを知った茜は、何とか由紀を幸一郎に合わせようとする。一方、由紀の親権問題で裁判をすることを決意した幸一郎だが、妻の側に付いたのは名うてのやりて弁護士安達薫（常盤貴子）だった。裁判で負けた幸一郎だったが、幸一郎に好意を持つ薫は、幸一郎と由紀が暮らせるよう腐心して、これに成功する。
茜の心変わりを知った妹の比奈子（坂井真紀）は、姉と永井が巧くいくようにと画策する。実は永井は比奈子が高校生の頃に雨でびしょぬれとなっていた比奈子に傘を手渡した人物であり、以来、比奈子がずっと心に秘めていた相手だった。そして、比奈子は姉の婚約者である永井を諦め、自分と同じ花屋で働く落合（草彅剛）と付き合うようになる。
比奈子の葛藤に気づいた茜だが、もう幸一郎への気持ちを抑えきれなくなった茜は、永井との婚約を白紙にして、東京タワーに向かう。そして星が好きな二人は偶然タワーの展望台で落ち合い、ようやく二人の恋が始まるのだった。

## キャスト
- 神崎茜 / お由紀：小泉今日子
- 神崎比奈子：坂井真紀
- 安達薫：常盤貴子
- 永井聡：竹野内豊
- 早野伸司：池内万作
- 高沢由紀：西秋愛菜
- 堀：伊藤俊人
- 落合博：草彅剛
- 高沢幸一郎 / 真吉：中井貴一
- ナレーション：西村雅彦

## スタッフ
- 脚本 - 岡田惠和
- 演出 - 鈴木雅之、中江功、臼井裕詞、石坂理江子
- 音楽 - 本間勇輔
- 主題歌 - 小泉今日子「BEAUTIFUL GIRLS」
- プロデュース - 亀山千広、杉尾敦弘
- 制作著作 - フジテレビ

## 放送日程
| 各話                                                       | 放送日         | サブタイトル                       | 視聴率 |
| ---------------------------------------------------------- | -------------- | ---------------------------------- | ------ |
| 第1話                                                      | 1995年10月16日 | 神様が決めた恋                     | 20.8%  |
| 第2話                                                      | 1995年10月23日 | 奇妙なラブレター                   | 16.9%  |
| 第3話                                                      | 1995年10月30日 | 赤い糸が切れた                     | 20.4%  |
| 第4話                                                      | 1995年11月6日  | その人も見た                       | 18.5%  |
| 第5話                                                      | 1995年11月13日 | いま恋が始まる                     | 19.8%  |
| 第6話                                                      | 1995年11月20日 | 運命に背むいた二人                 | 17.9%  |
| 第7話                                                      | 1995年11月27日 | ついに出逢った                     | 19.8%  |
| 第8話                                                      | 1995年12月4日  | もう戻れない！                     | 16.7%  |
| 第9話                                                      | 1995年12月11日 | 200年ぶりの再会                    | 17.5%  |
| 最終話                                                     | 1995年12月18日 | 最終回スペシャル 200年後の恋の奇跡 | 20.0%  |
| 平均視聴率 18.9%（視聴率は関東地区・ビデオリサーチ社調べ） |                |                                    |        |

- 最終話は21時3分 - 22時24分の27分拡大放送。

## 受賞
- 第7回ザテレビジョンドラマアカデミー賞[1]
  - 監督賞（鈴木雅之、中江功、臼井裕詞、石坂理江子）
  - ザテレビジョン特別賞（劇中音楽担当・本間勇輔）